# Ferenc Horváth
Ferenc Horváth, né le 6 mai 1973, est un footballeur hongrois, qui évolue au poste d'attaquant. Il a été sélectionné à 32 reprises en équipe nationale hongroise, inscrivant 11 buts.

## Carrière
Ferenc Horváth commence sa carrière professionnelle au club Videoton, où il reste cinq saisons. Il inscrit 54 buts pour le club, ce qui lui vaut un transfert au Ferencváros, un des clubs les plus populaires de Hongrie. Il joue trois saisons pour le club, où il confirme son sens du but, trouvant le chemin des filets à 27 reprises. Il est ensuite transféré par le Racing Genk, un club ambitieux du championnat belge. Il doit se contenter d'un rôle de « joker » pendant deux ans, ce qui ne l'empêche pas d'inscrire 11 buts et de remporter ses deux premiers trophées, le championnat 1998-1999 et la coupe 1999-2000.
Durant l'été 2000, Horváth décide de partir en Allemagne, à Cottbus. Mais il ne s'y impose pas, ce qui lui coûte sa place en équipe nationale. Après 6 mois passés majoritairement sur le banc de touche, il émigre pour le Maccabi Tel-Aviv, un des plus grands clubs israéliens. Il y remporte une nouvelle fois la Coupe nationale, dans un deuxième pays. Après ce succès, il retourne en Hongrie, à Újpest, pour se rapprocher de sa famille. Mais en 2003, il part à Almería, un club espagnol de deuxième division. Un nouveau transfert raté pour lui, il ne participe qu'à 5 matches et après quelques mois, il part au Portugal rejoindre le GD Estoril, également en deuxième division. Il est champion en fin de saison, permettant au club de rejoindre l'élite du football portugais. Il ne participe néanmoins pas au retour du club en D1, et signe au club de ses débuts, le Videoton, à l'été 2004.
En janvier 2005, Ferenc Horváth quitte de nouveau la Hongrie, cette fois pour l'Écosse, et rejoint le FC Livingston. Mais encore une fois, il subit un échec sportif, ne jouant que quelques matches. Libre de contrat en juin, il revient à nouveau en Hongrie, cette fois au Diósgyőri VTK. Il n'y reste également que 6 mois, et retourne pour un troisième passage au Videoton, devenu entretemps le FC Fehérvár. Il remporte la Coupe de Hongrie 2006, ce qui en fait le troisième trophée du genre à son palmarès.
Ferenc Horváth continue ensuite d'enchaîner les clubs, changeant d'employeur quasiment chaque année. En janvier 2007, il est transféré au Paksi SE. Un an plus tard, il rejoint le Lombard-Pápa TFC pour 6 mois. En juillet 2008, il signe au SC Ostbahn XI, un club de division inférieure en Autriche. C'est déjà le huitième pays qu'il visite au cours de sa carrière! Il preste une saison dans le club viennois, puis descend un peu plus dans les séries régionales autrichiennes, au SV Markt ST Martin.

## Équipe nationale
| Date               | Adversaire          | Lieu         | Score | Contexte                           | Remarque |
| ------------------ | ------------------- | ------------ | ----- | ---------------------------------- | -------- |
| 24 avril 1996      | Autriche            | Budapest     | 0-2   | Match amical                       |          |
| 18 mai 1996        | Angleterre          | Londres      | 0-3   | Match amical                       | 82e      |
| 14 août 1996       | Émirats arabes unis | Budapest     | 3-1   | Match amical                       | 73e      |
| 2 avril 1997       | Australie           | Budapest     | 1-3   | Match amical                       | 71e      |
| 11 octobre 1997    | Finlande            | Helsinki     | 1-1   | Qualifications Coupe du monde 1998 | 67e      |
| 15 novembre 1997   | Yougoslavie         | Belgrade     | 0-5   | Qualifications Coupe du monde 1998 | 88e      |
| 25 mars 1998       | Autriche            | Bécs         | 3-2   | Match amical                       | 4e 89e   |
| 20 avril 1998      | Iran                | Téhéran      | 2-0   | Match amical                       | 88e      |
| 22 avril 1998      | Macédoine du Nord   | Téhéran      | 0-0   | Match amical                       | 59e      |
| 27 mai 1998        | Lituanie            | Nyíregyháza  | 1-0   | Match amical                       |          |
| 19 août 1998       | Salvador            | Zalaegerszeg | 2-1   | Match amical                       | 46e      |
| 6 septembre 1998   | Portugal            | Budapest     | 1-3   | Qualifications Euro 2000           | 32e      |
| 10 octobre 1998    | Azerbaïdjan         | Bakou        | 4-0   | Qualifications Euro 2000           | 6e       |
| 18 août 1999       | Moldavie            | Budapest     | 1-1   | Match amical                       | 46e      |
| 4 septembre 1999   | Liechtenstein       | Vaduz        | 0-0   | Qualifications Euro 2000           | 76e      |
| 8 septembre 1999   | Azerbaïdjan         | Budapest     | 3-0   | Qualifications Euro 2000           | 74e      |
| 9 octobre 1999     | Portugal            | Lisbonne     | 0-3   | Qualifications Euro 2000           | 76e      |
| 26 avril 2000      | Irlande du Nord     | Belfast      | 1-0   | Match amical                       | 61e 89e  |
| 31 mai 2000        | Arabie saoudite     | Gyor         | 2-2   | Match amical                       | 18e 79e  |
| 3 juin 2000        | Israël              | Budapest     | 2-1   | Match amical                       | 51e 88e  |
| 16 août 2000       | Autriche            | Budapest     | 1-1   | Match amical                       |          |
| 3 septembre 2000   | Italie              | Budapest     | 2-2   | Qualifications Coupe du monde 2002 | 29e 78e  |
| 11 octobre 2000    | Lituanie            | Kaunas       | 6-1   | Qualifications Coupe du monde 2002 | 68e      |
| 15 novembre 2000   | Macédoine du Nord   | Skopje       | 1-0   | Match amical                       |          |
| 28 février 2001    | Bosnie-Herzégovine  | Zenica       | 1-1   | Match amical                       | 13e      |
| 24 mars 2001       | Lituanie            | Budapest     | 1-1   | Qualifications Coupe du monde 2002 |          |
| 25 avril 2001      | Finlande            | Budapest     | 0-0   | Match amical                       |          |
| 2 juin 2001        | Roumanie            | Bucarest     | 0-2   | Qualifications Coupe du monde 2002 | 46e      |
| 6 juin 2001        | Géorgie             | Budapest     | 4-1   | Qualifications Coupe du monde 2002 |          |
| 15 août 2001       | Allemagne           | Budapest     | 2-5   | Match amical                       | 91e      |
| 1er septembre 2001 | Géorgie             | Tbilissi     | 1-3   | Qualifications Coupe du monde 2002 | 62e      |
| 5 septembre 2001   | Roumanie            | Budapest     | 0-2   | Qualifications Coupe du monde 2002 |          |

## Palmarès
- 1 fois champion de Belgique en 1999 avec Genk.
- 1 fois vainqueur de la Coupe de Belgique en 2000 avec Genk.
- 1 fois vainqueur de la Coupe d'Israël en 2002 avec le Maccabi Tel-Aviv.
- 1 fois champion du Portugal de deuxième division en 2004 avec le GD Estoril.
- 1 fois vainqueur de la Coupe de Hongrie en 2006 avec Fehérvár.

## Parcours d'entraîneur
- mars 2010-2010 :  Vecsés
- oct. 2011-sep. 2012 :  SZTK
- sep. 2012-2013 :  Kecskeméti TE
- 2013-jan. 2014 :  Paksi SE
- jan. 2014-oct. 2014 :  Győri ETO FC
- mars 2015-oct. 2015 :  SZTK
- oct. 2015-2016 :  Videoton FC
- 2016-fév. 2017 :  Diósgyőri VTK
- 2017-sep. 2018 :  Balmazujvaros
- sep. 2018-2019 :  Szombathelyi Haladás
- fév. 2021-jan. 2022 :  Budapest Honvéd FC
- 2022-fév. 2023 :  Dunaujvaros